# Catedral de la Resurrección de Cristo (Podgorica)
La Catedral de la Resurrección de Cristo (en serbio: Саборни Храм Христовог Васкрсења o Saborni Hram Hristovog Vaskrsenja) se localiza en la ciudad de Podgorica, la capital del país europeo de Montenegro, es una catedral de la Metropolitanate de Montenegro y del Litoral (nombre de la diócesis ortodoxa en Montenegro) de la Iglesia Ortodoxa Serbia, cuya construcción se inició en 1993.
La consagración se produjo el 7 de octubre de 2014 con  motivo del 1700 aniversario del Edicto de Milán sobre la libertad de religión. La catedral se encuentra en la "Ciudad Nueva" de Podgorica (al oeste del río Moraca) . En la proximidad de la catedral, hay una antigua necrópolis cristiana con cimientos de una iglesia catedral desde el primer milenio. 